# Shmuel Yosef Agnón

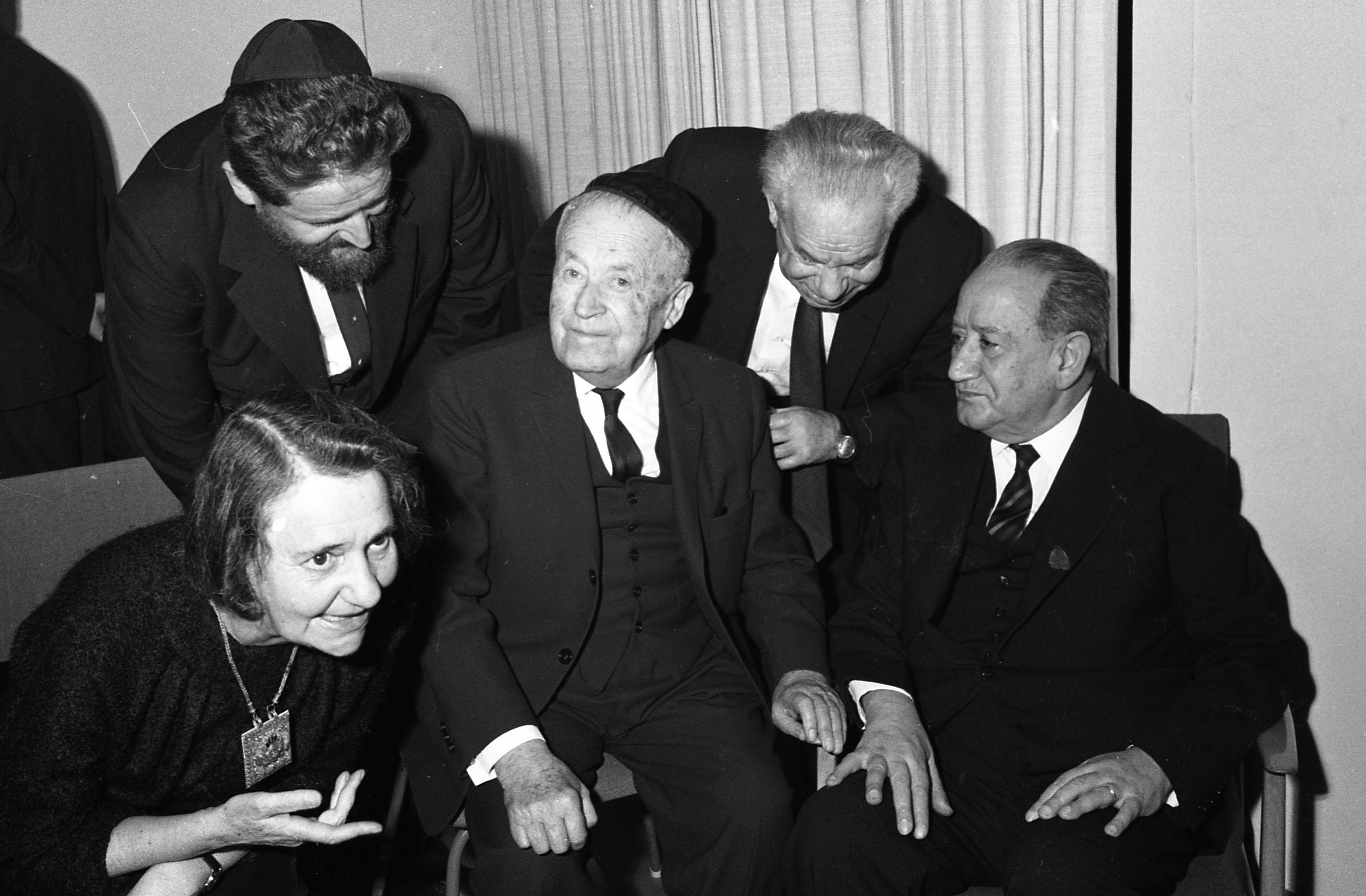
Agnón en la feria internacional del libro, Jerusalén 1969

Shmuel Yosef Agnón (Buczacz, Galitzia, Imperio austrohúngaro; 17 de julio de 1888-Jerusalén, Israel; 17 de febrero de 1970), cuyo nombre real era Shmuel Yosef Czaczkes (שמואל יוסף עגנון), fue un escritor judío, novelista, cuentista y recopilador de antologías de Israel. Fue el primer israelí en ser premiado con el Nobel de Literatura en 1966 y es considerado uno de los más representativos escritores de la moderna literatura hebrea.

## Biografía
Su padre era rabino. No recibió educación formal, pero de su padre aprendió el hagadá y de su madre literatura alemana. Cuando tenía ocho años comenzó a escribir en hebreo e ídish, y a la edad de 15 años publicó su primer poema en ídish. En los años siguientes comenzó a publicar regularmente y escribió 70 poemas en esos idiomas. En 1909 decidió instalarse en Palestina (en aquel momento bajo dominio otomano) atraído por el ideal sionista, donde vivió en Yafo (Jaffa) y adoptó una manera de vida secular. Poco tiempo después, sin embargo, volvería a la tradición judía y siguió siendo un judío observante durante el resto de su vida.
Su primera historia corta, Agunot (Esposas abandonadas) fue publicada en Palestina en 1908 bajo el nombre de Agnón, que se asemejaba al título de la historia, y que se convirtió en su nombre oficial después de eso. 
En 1913, la I Guerra Mundial lo obligó a volver a Europa, y dejó Israel para radicarse en Alemania, donde vivió por once años. Los sionistas jóvenes gustaron de su estilo que combinaba lo tradicional y lo moderno. Estando en Alemania conoció a Salman Schocken, un acaudalado hombre de negocios, quien se transformó en su admirador y benefactor. Con su ayuda, Agnón tuvo la oportunidad de despreocuparse de su economía personal lo que le posibilitó escribir cuanto quisiera, sin embargo, este período de tranquilidad y felicidad finalizó cuando, el 6 de junio de 1924 un incendio terminó con todos sus manuscritos.
Entonces abandonó definitivamente Alemania ante la creciente influencia del nazismo, y se instaló definitivamente en Jerusalén.
En 1924 se instaló definitivamente en Jerusalén, en el distrito de Talpiot.
Su retorno a Jerusalén no fue del todo grato, pues cinco años después un nuevo contratiempo terminaría minando sus escritos y su biblioteca personal durante los disturbios árabes de 1929. 
En 1932 fue reconocido como una de las figuras centrales de la literatura hebrea moderna cuando publica la primera edición de sus trabajos escogidos, incluyendo El pabellón nupcial. 
Sus textos tienen la característica de combinar lo nuevo con lo viejo, posibilitando que muchas veces el lector no sepa distinguir donde comienza la realidad y donde termina la fantasía. Sus personajes hablan por sí mismo en una tentativa por entenderse y entender su contorno. En Huésped por una noche, un narrador anónimo visita su ciudad natal en Galicia después de una ausencia de muchos años. La base efectiva de esta historia era su propia mirada respecto de su vida en Buczacz en 1930. La novela refleja la desesperación del mundo judío durante este tiempo. 
Etmol Shilshom (Ayer y anteayer) se considera la novela más grande de Agnón. Es una descripción de gran alcance de Palestina en los días del segundo Aliyah, pero su pesadumbre refleja el período en el cual fue escrito: los años del Holocausto judío. Muchos de sus libros tratan sobre Buczacz, mientras que otras son colecciones populares rabínicas. 
Recibió muchas premios durante su vida, incluyendo el premio de Israel en 1954 y 1958 y el premio Nobel de Literatura en 1966, el primero concedido a un escritor hebreo. También recibió el Premio Bialik (1934 y 1950), el Premio Ussishkin (1940).
Falleció debido a un fallo cardíaco.

## Obra
Los trabajos completos de Agnón fueron editados el año 1964 en Jerusalén y contienen ocho volúmenes:
1. Haknassat Kalla (La dote de la viuda)
2. Elou va-élou (Estos y aquella)
3. Kappot Al-Hamanoul (Sobre el umbral)
4. Oréah nata laloun (El anfitrión de la noche)
5. Tmol silshom (Esto pasó ayer)
6. Samouk veniré (Cerca y visible)
7. Ad héna (Hasta aquí)
8. Haésh vehaétsim (El fuego y la madera)

Además de estos volúmenes, Agnón comentó textos tradicionales relacionados con las grandes solemnidades del año judío.